# روبن سوف
روبن سوف (انگلیسی: Robin Zander؛ زادهٔ ۲۳ ژانویهٔ ۱۹۵۳
بیلویت، ویسکانسین
united states) یک موسیقی‌دان اهل ایالات متحده آمریکا است. وی از سال ۱۹۷۳ میلادی تاکنون مشغول فعالیت بوده‌است.